# NGC 1543
NGC 1543 é uma galáxia lenticular (SB0) localizada na direcção da constelação de Reticulum. Possui uma declinação de -57° 44' 14" e uma ascensão recta de 4 horas, 12 minutos e 43,1 segundos.
A galáxia NGC 1543 foi descoberta em 5 de Novembro de 1826 por James Dunlop.